# Циммерер, Вольфганг
Вольфганг Циммерер (нем. Wolfgang Zimmerer, 15 ноября 1940, Ольштадт, Бавария) — западно-германский бобслеист, пилот, выступавший за сборную ФРГ в конце 1960-х — середине 1970-х годов. Участник трёх зимних Олимпийских игр, обладатель золотой и бронзовой медалей Саппоро, серебряный и бронзовый призёр Инсбрука, чемпион мира и Европы.

## Биография
Вольфганг Циммерер родился 15 ноября 1940 года в городе Ольштадт, земля Бавария. С ранних лет полюбил спорт, позже увлёкся бобслеем и, пройдя отбор в национальную команду ФРГ, в качестве пилота начал выступать на крупнейших международных соревнованиях, при этом его разгоняющим практически на всю карьеру стал Петер Уцшнайдер.
Показав неплохие результаты, они удостоились права защищать честь страны на Олимпийских играх 1968 года в Гренобле, где, тем не менее, не смогли добраться до призовых мест, приехав седьмыми в двойках и лишь девятыми в четвёрках. На играх 1972 года в Саппоро команда финишировала уже гораздо лучше, они с Уцшнайдером вдвоём завоевали золотые медали, а все члены четырёхместного экипажа, пилотируемого Циммерером, получили по бронзовой награде. Последними для спортсмена стали Олимпийские игры 1976 года в Инсбруке, в ходе которых он пополнил свою медальную коллекцию серебром в двойках и бронзой в четвёрках.
Помимо всего прочего, Вольфганг Циммерер имеет в послужном списке девять медалей с чемпионатов мира, в том числе четыре золотые, три серебряные и одну бронзовую. Десять раз занимал призовые места на европейских первенствах, из них пять раз был первым. Состоит в родстве с известными горнолыжницами Марией Хёфль-Риш и Сюзанной Риш, которым приходится дядей.